# Prunus erythroxylon
Prunus erythroxylon är en rosväxtart som beskrevs av Emil Bernhard Koehne. Prunus erythroxylon ingår i släktet prunusar, och familjen rosväxter. Inga underarter finns listade i Catalogue of Life.